# Бабенко, Юрий Иванович (тренер по боксу)
Юрий Иванович Бабенко — советский российский тренер по боксу. Главный тренер Республики Саха (Якутия) по боксу с 1993 по 2007 год. Заслуженный тренер ЯАССР — 1982 г. Заслуженный тренер РС (Якутия) — 2001 г. Заслуженный тренер России по боксу — 2003 г. Судья международной категории ЕАБА −2001 г. Судья международной категории АИБА — 2007 г.
Дата рождения 15 июля 1957 г. Место рождения: Казахская ССР , Целиноградская обл., пос. Балкашино.
Гражданство — Россия.
Тренер: Шитик Виктор Павлович, Кравченко Артур Федорович.

## Биография
Выпускник школы № 10 г. Якутска. В 1974 г. поступил и в 1978 г. окончил Краснодарский государственный институт физической культуры и спорта. 1978—1979 г. служба в рядах ВС СССР в СКА-19 г. Чита. С 1980 по 1988 г. тренер ДСО «Водник». Подготовил плеяду боксеров с успехом выступавших на первенствах СССР, завоевавших три медали. Лучшие воспитанники: Монастырлов А., Борик В., Ганьшин Н.
В 1982 г. (в 24 года) было присвоено звание «Заслуженный тренер ЯАССР».
С 1989 по 1993 г. — старший тренер Профсоюзов. Имел прямое отношение к подготовке чемпиона мира среди юниоров в Канаде Поршнева М. и серебряного призёра Исмаилова С.
С 1993 по 2007 г. — Главный тренер Республики Саха (Якутия) по боксу. Поднял Якутский бокс на новый уровень. Боксеры Якутии выступали на Олимпийских играх, Играх добро воли, Кубках Мира, Чемпионатах Мира и Европы, России. Отовсюду привозили медали. Лучшие воспитанники: мастера спорта международного класса Федоров Д.,
|Поскачин А., Ванкеев Б., Малина М., заслуженный мастер спорта Балакшин Г. Подготовлено более 40 мастеров спорта России. В 2003 г. признан Лучшим тренером Дальневосточного федерального округа. Обладая ярко выраженным талантом тренера, администратора и организатора с успехом организовал и проводил: Всероссийский турнир памяти С.Исмаилова в г. Нерюнгри, Международные спортивные Игры «Дети Азии», Чемпионат России по боксу 2007 г. и другие яркие боксерские мероприятия.
Закончив тренерскую карьеру, 13 лет в качестве генерального директора с успехом возглавлял Якутский Гормолзавод.
Награждён Почетной грамотой Президента РС (Я) и Правительства РС(Я).